# Бърз антигенен тест

Бързият антигенен тест (RAT) или бързият тест е бърз диагностичен тест, подходящ за тестване в точката на предоставяне на медицинска помощ, който директно открива наличието или отсъствието на антиген. Обикновено се използва за откриване на SARS-CoV-2, вирусът, който причинява COVID-19. Бързите тестове са вид тестове с латерален поток, които откриват протеин, което ги отличава от други медицински тестове, които откриват антитела (тестове за антитела) или нуклеинови киселини (тестове за нуклеинови киселини), от лабораторен тип или от тип point-of-care. Бързите тестове обикновено дават резултат за 5 до 30 минути, изискват минимално обучение или инфраструктура и имат значителни предимства по отношение на разходите.

## Употреби
Често срещани примери за RAT или RADT включват:
- Бързи тестове, свързани с COVID-19
- бързи тестове за стрептококи (за стрептококови антигени)[1]
- бързи диагностични тестове за грип (RIDT) (за антигени на грипни вируси)
- Тестове за откриване на антигени на малария (за антигени на плазмодий)

### Бързи антигенни тестове COVID-19
Бързите антигенни тестове за COVID-19 са едно от най-полезните приложения на тези тестове. Често наричани тестове за латерален поток, те предоставят на световните правителства няколко предимства. Те са бързи за прилагане с минимално обучение, предлагат значителни предимства по отношение на разходите, като струват част от съществуващите форми на PCR тестове и дават на потребителите резултат в рамките на 5-30 минути. Бързите антигенни тестове намират най-добро приложение като част от подходи за масово тестване или скрининг на цялото население. Те са успешни в тези подходи, тъй като в допълнение към гореспоменатите предимства идентифицират лица, които са най-заразни и потенциално биха могли да разпространят вируса сред голям брой други хора. Това малко се различава от други форми на COVID-19, като PCR, които обикновено се разглеждат като полезен тест за отделни лица.

## Научна основа и основна биология
Тестовете за антигени и антитела често са имуноанализи (ИА) от един или друг вид, като например ИА с проба или флуоресцентни имуноанализи, но RAT е имунохроматографски анализ, който дава визуални резултати, които могат да се видят с невъоръжено око. Той се счита за качествен, но лице с опит в изследването на РДТ може лесно да определи резултатите количествено. Тъй като е скринингов тест, ако чувствителността и специфичността са сравнително ниски за теста, резултатите трябва да се оценят въз основа на потвърдителни тестове като PCR тест или Western blot.
Едно от присъщите предимства на теста за антиген пред теста за антитела (като например бързите тестове за откриване на антитела срещу ХИВ) е, че на имунната система може да ѝ отнеме време да изработи антитела след началото на инфекцията, но чуждият антиген е налице веднага. Въпреки че всеки диагностичен тест може да има фалшиво отрицателни резултати, този латентен период може да открие особено широка възможност за фалшиво отрицателни резултати при тестовете за антитела, въпреки че особеностите зависят от това за кое заболяване и за кой тест става въпрос. Производството на бързи тестове за антигени обикновено струва около 5,00 USD.